# 空港東 (松本市)
空港東（くうこうひがし）、大字空港東は長野県松本市の南西の地名。郵便番号は390-1132。

## 概要
松本空港ターミナルビル、信州スカイパーク（隣接する神林、今井、塩尻市洗馬と構成。やまびこドーム、アルウィン、陸上競技場、松本市営サッカー場、松本市馬術競技場、今井市民プール、松本市空港図書館を含む。）がある。
松本空港などの施設以外は住宅が中心だが、田畑も見られる。空港の拡張により1981年に塩尻市大字洗馬から編入された地域。

## 世帯数と人口
2018年（平成30年）10月1日現在の世帯数と人口は以下の通りである。
| 大字   | 世帯数  | 人口    |
| ------ | ------- | ------- |
| 空港東 | 391世帯 | 1,072人 |

## 小・中学校の学区
小中学校の学区は以下の通りである。
| 大字名 | 小学校             | 中学校             |
| ------ | ------------------ | ------------------ |
| 空港東 | 松本市立菅野小学校 | 松本市立菅野中学校 |

## 交通

### 道路
- 長野県道27号松本空港塩尻北インター線
- 長野県道115号松本平広域公園線
- 長野県道296号松本空港線